# ダブル・キッチン
『ダブル・キッチン』は、1993年4月16日から6月25日まで、毎週金曜日 21:00 - 21:54にTBS系の「金9ドラマ」枠で放送された日本のテレビドラマ。

## 概要
二所帯住宅の難しさとそこに巻き起こるドタバタ騒動を、ホームドラマチックにコミカルに描く、当時ホットな話題であった嫁姑同居を取り上げた連続ドラマ。
主演の山口智子と高嶋政伸は、本作の前年に日本テレビで放送された『いとこ同志』でも夫婦役でダブル主演を務めた。しかし、『いとこ同志』は1桁台の低視聴率（初回15％）で終わっていたため、TBSプロデューサーの貴島誠一郎が本作の企画を出した際に編成からかなりの反発を受けたという。このため、「『いとこ同志』は高嶋を前面に押し出していたため、今度は山口を前面に押し出す」という条件で編成を説得して本作を実現させた。この結果、平均視聴率は22.3%、最終回視聴率は30.7%（ビデオリサーチ・関東地方調べ）を記録するなど高視聴率を記録し、1990年代のTBSドラマを代表する作品の一つとなった。
番組最後に、山口智子演じる都が、部屋にある物に当たり散らしたりする様子と、野際陽子演じる真知子が鼓を打つ様子が交互に登場するシーンが、ドラマ内での嫁姑関係を象徴するシーンとして毎回登場することが恒例となっていた。この演出は後の『トリプル・キッチン』『地獄の沙汰もヨメ次第』（共に江角マキコ主演）にも引き継がれている。
1992年に同局で放送され大ヒットとなった『ずっとあなたが好きだった』（賀来千香子主演）の貴島誠一郎がプロデューサーを務めた作品で、姑役は『ずっとあなたが好きだった』と同じく野際陽子である。前作の陰険な姑とは変わり、明るくちょっとおせっかいな姑を演じた。後に同局で放映される『長男の嫁シリーズ』（浅野ゆう子主演）や『理想の結婚』（常盤貴子主演）、『地獄の沙汰もヨメ次第』（江角マキコ主演）でも、同様のキャラクターの姑役を演じている。また佐野史郎も『ずっとあなたが好きだった』での異常な性格の役柄から一変し、頼りないがお調子者のキャラクターを演じている。また、野際と佐野は本作の次クールで放送された『誰にも言えない』（賀来千香子主演）でも本作同様に義理の親子の設定で出演した。
1994年1月2日（日曜日）21:00 - 22:54には、本作のスペシャル番組『ダブル・キッチンお正月スペシャル 花岡家ハワイに行く 壮絶バトル!ハワイ産玉のれんと鼓初登場』が放送された。スペシャルには、布施博がこの年の1月から放送開始となっていた『スウィート・ホーム』のPRのため出演し、賀来千香子も特別出演した。（布施は『スウィート・ホーム』で本作の主演の山口とダブル主演で出演して、野際も出演していた）
1993年8月16日に全4巻でVHSソフトが発売されて以降、映像ソフト化が実現していなかったが、2007年4月25日にDVD-BOXとして発売された。

## あらすじ
出版社に勤めるキャリアウーマンの都は保険会社に勤務する忍とスキューバダイビングで知り合って結婚し、忍の両親である啓三、真知子夫妻、忍の二人の妹である静、るみとともに二世帯住宅で同居することになった。現代的な嫁の都と古風な姑の真知子はことあるたびに対立し、そこに静の夫で売れないミュージシャンの寺田ユウノスケが加わり、問題はさらに複雑化していく。しかし都と忍の間に長男が誕生し、都が子育てと仕事の両立をしなければならなくなった頃より、都と真知子は和解していくようになる。

## キャスト

### 花岡家
- 花岡都 - 山口智子
このドラマの主人公であり忍の妻。旧姓は谷村。忍とは趣味のスキューバーダイビングを通じて知り合い結婚した。結婚後は忍の家族と同居することに。出版社に勤めており仕事上帰宅が遅くなることが多いため、姑の真知子からあまり良く思われていない。真知子に嫌味を言われたときは真知子が新婚祝いであげたすだれをパンチしたり、すだれそのものを外に放り投げたり、最終的に忍の持ってきた高枝切りバサミで切り刻んでしまった。視力が悪いのかメガネとコンタクトレンズを併用している。現役で早稲田大学政治経済学部に合格した高学歴。ロンドン支店への転勤が決まった忍とともに息子と3人でロンドンに移住することにした。新聞記者だった父親を早くに亡くしている。
- 花岡真知子 - 野際陽子
忍の母。55〜56歳。旧姓は藤原。常に和服を着こなす良妻賢母だが、「女性は結婚したら家庭に入るべき」という考えの持ち主のため、結婚後も仕事を続ける都をよく思っていない。喜怒哀楽が激しく感情に富んでおり、式と名のつくものは欠席したことがない。都に「ダメな嫁ね」などと嫌味を言うことが多いが、彼女が困った時は優しく手助けしてあげたり献身的なところも。日本の古き良きしきたりを忠実に守っている。鼓を習っており、都と対立したときは鼓を叩きながら叫んだりする。しかし、誰よりも都含め花岡家全員のことを考えている。ロンドンへ旅立つ都に自分が結婚したときに義母からもらった指輪をあげた。
- 花岡忍 - 高嶋政伸
都の夫。保険会社に勤めているサラリーマン。上司である松井に頭が上がらない。優しい性格で優柔不断なところがあるが、都を「家事をしている都も仕事をしている都も好き」と溺愛している。都が産気づいて病院に搬送されたときは会社を飛び出して病院に駆けつけた。るみ曰く、一浪して早稲田大学商学部に合格したらしい。物語終盤でロンドン支店に転勤になり、都と息子を連れロンドンへ。都よりひとつ年下。真知子に嫌味を言われて不機嫌になる都をいつもなだめている。
- 花岡るみ（はなおか るみ）- 坂井真紀
忍の妹で大学生。就職活動で何社か面接を受け、採用の電話をもらうも結局、手違いで不採用になったことがショックで一時期部屋にこもってしまった。トカゲのキャンディーを飼っている。スペシャル版では花岡家のハワイ旅行の場でアメリカ人男性・チャーリーという婚約者の存在を明かす、紆余曲折を経てチャーリーと結婚した。
- 花岡啓三 - 伊東四朗
花岡家当主。昭和8年生まれ。真知子とは対照的に結婚後も仕事を続ける都を咎めることなく受け入れている。ユウノスケのことをあまり良く思っていない。だが忍に説得されて静とユウノスケの結婚式に参加した。大福が好物。スペシャル版ではるみがアメリカ人男性の恋人の存在を明かされ、彼との結婚を望むるみに対して当初は結婚を反対していたが、チャーリーの誠実な人柄を知った事で結婚を認めた。
- 花岡啓一郎
都と忍の長男。最初、女の子なら「七海」という名前をつけようと考えていたが、男の子だったので2人が都の亡き父の名前から「一」、忍の父親の「啓」の字を取って名づけた。静とは対照的に安産だった。

### 寺田家
- 寺田（花岡）静 - 横山めぐみ
花岡家の長女でありユウノスケの妻。父に結婚を反対されたため入籍だけ先にした。ワガママで図々しく自己中心的な性格だが真知子に可愛がられている。ユウノスケの実家に正月挨拶に行った時に出された郷土料理「しもつかれ」を見て気分が悪くなってしまった。ユウノスケの音楽活動に一途なところに惚れたこともあり、レコード会社に「才能がない」と言われ、落ち込んで「音楽やめる」と言ったユウノスケに「音楽やってないユウノスケはユウノスケじゃない」と泣きながら訴えたことも。最終的に花岡家を離れ、栃木のユウノスケの実家で子育てをすることに。
- 寺田ユウノスケ - 佐野史郎
静の夫。職業は売れないミュージシャン。料理が得意で家事をすすんでこなす。お調子者で口がうまいため真知子に気に入られている。組んでいたバンドが解散してしまい、あげく住んでいるマンション前の飼犬がうるさくて音楽活動に集中ができないということで、静の策略により半ば強引に花岡家へ居候する。啓三によく思われていないため、家族での写真撮影の時に嫌な顔をされたり、箱根への家族旅行の際に車をチャーターして運転しようとした時に「お前に命を預けられるか」と忍に運転を交代させられた。実家は栃木県でコンビニを経営している。
- 寺田ありす
ユウノスケと静の長女。名前の由来はユウノスケが好きなロックバンドから名づけられた[2]。難産で産まれた。
- 寺田トシ子 - 原知佐子
ユウノスケの母。きつい性格で静に嫌みを言うが、同居していた長男夫婦に出ていかれユウノスケと一緒に戻ってきてほしいと静へ懇願する。

### その他
- 松井修一 - ルー大柴
忍の勤める保険会社の上司。バツイチで小島小夜子に好意を持っていてダブル・キッチンお正月スペシャル「花岡家ハワイに行く」で小夜子と結婚した。
- 倉本綾子 - 阿知波悟美
都の勤めている出版社の上司で、担当雑誌「すてきな奧さん」の副編集長。
- 小島小夜子 - 細川ふみえ
忍と同じ課で働く女子社員であり、元カノ。忍との結婚に自信がなく自分から別れたが未練がある。フェリスの短大を卒業。
- 三枝正樹 - 五十嵐光樹（現：林光樹）
るみの友人。女性には興味がない。啓三が退職の際に高価な釣竿をプレゼントとして持参したものを花岡家全員からの退職祝いとされる。実家は資産家。
- 藤原春子 - 岩本多代
真知子の妹。実母の藤原きぬが死去する前日、お寿司を食べたがっていたのをいさめたことを悔やみ、通夜の席で振る舞う寿司を見たくないと憔悴し床に伏せた所、都がおむすびを運ぶと「私がお寿司をみたくないのがわかったのね」と感謝する。
- 谷村八重子 - 赤座美代子
都の母。大学教授で早くに新聞記者だった夫を亡くし、女手一つで都を育てた。古風な真知子と対照的に進歩的な考えを持っている。都の二世帯同居には心配しているが、あんたが選んだんだから頑張りなさいと励ます。
- 下村カヨ - 野村昭子（ゲスト出演）
忍の勤める保険会社の外交員。カラオケ好き。
- 小松政夫（ゲスト出演）
せんべい屋の主人。
- 深田貴子 - 佐々木すみ江（ゲスト出演）
忍の親戚。
- 菅原波子 - 大方斐紗子
- 園子 - 山本道子
- パッパラー河合（ゲスト出演）
ユウノスケのレコード会社の担当。
- 奥村公延（ゲスト出演）
啓三の入院先で同室だった患者。
- 森田純一 - 羽場裕一（ゲスト出演）
フリーカメラマン。
- 山田雅人（ゲスト出演）
テレビ番組の司会者。
- 草村礼子（ゲスト出演）
花岡家の近所に住む主婦。

## スタッフ
- 脚本 - 西荻弓絵
- プロデューサー - 貴島誠一郎
- プロデューサー補 - 植田博樹
- 演出 - 吉田秋生、桑波田景信、伊佐野英樹、北川雅一
- 演出補 - 伊佐野英樹、木村政和、佐々木雅之、藤田修、小沢通子
- 音楽 - 小林武史
- 主題歌 - PRINCESS PRINCESS「だからハニー」（ソニーレコード）
- 協力 - 緑山スタジオ・シティ
- 製作著作 - TBS

## 放送日程
連続ドラマ
| 話数                                                       | 放送日        | サブタイトル             | 演出       | 視聴率 |
| ---------------------------------------------------------- | ------------- | ------------------------ | ---------- | ------ |
| 第1ラウンド（第1話）                                       | 1993年4月16日 | 嫁姑決戦は金曜日         | 吉田秋生   | 18.7%  |
| 第2ラウンド（第2話）                                       | 4月23日       | 葬式はダイハード         | 吉田秋生   | 17.5%  |
| 第3ラウンド（第3話）                                       | 4月30日       | 姑VS.母覚悟しいや        | 桑波田景信 | 19.6%  |
| 第4ラウンド（第4話）                                       | 5月07日       | 地獄の家族旅行           | 桑波田景信 | 21.0%  |
| 第5ラウンド（第5話）                                       | 5月14日       | おやじ最後の日           | 吉田秋生   | 20.9%  |
| 第6ラウンド（第6話）                                       | 5月21日       | ダブル離婚の危機         | 伊佐野英樹 | 22.9%  |
| 第7ラウンド（第7話）                                       | 5月28日       | 嫁姑ガマンの限界         | 吉田秋生   | 20.2%  |
| 第8ラウンド（第8話）                                       | 6月04日       | 優柔不断夫に天罰         | 吉田秋生   | 22.8%  |
| 第9ラウンド（第9話）                                       | 6月11日       | 嫁姑おせち対決!          | 北川雅一   | 24.0%  |
| 第10ラウンド（第10話）                                     | 6月18日       | 嵐を呼ぶ初孫誕生         | 北川雅一   | 19.1%  |
| 最終ラウンド（最終話）                                     | 6月25日       | W鼓の乱打!! 嫁姑涙の別れ | 吉田秋生   | 30.7%  |
| 平均視聴率 22.3%（視聴率は関東地区・ビデオリサーチ社調べ） |               |                          |            |        |

スペシャル
| 放送日        | サブタイトル                           | 演出     |
| ------------- | -------------------------------------- | -------- |
| 1994年1月02日 | お正月スペシャル〜花岡家ハワイに行く〜 | 吉田秋生 |

## 関連商品
- ダブル・キッチン DVD-BOX（TCエンタテインメント、2007年4月25日発売）
- 「誰にも言えない」「ダブル・キッチン」「ずっとあなたが好きだった」オリジナル・サウンドトラック（EMIミュージック・ジャパン、1993年9月17日発売）